# Spycker
Spycker – miejscowość i gmina we Francji, w regionie Hauts-de-France, w departamencie Nord.
Według danych na rok 1990 gminę zamieszkiwały 1402 osoby, a gęstość zaludnienia wynosiła 153 osób/km² (wśród 1549 gmin regionu Nord-Pas-de-Calais Spycker plasuje się na 455. miejscu pod względem liczby ludności, natomiast pod względem powierzchni na miejscu 374.).